# ヒト亜族

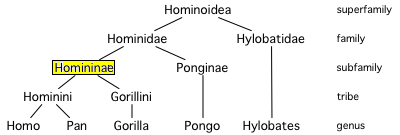
ヒト上科の分類（一学説に基づく）

ヒト亜族（ひとあぞく、学名 Hominina）は、哺乳綱霊長目（サル目）ヒト科ヒト亜科ヒト族の亜族である。ヒト族には他にチンパンジー亜族（チンパンジー属のみの単型）が属し、ヒト亜族はチンパンジー亜族の姉妹群である。
ヒト亜族にチンパンジー属を含める説もあるが、ここでは先に定義したチンパンジー属（チンパンジー亜族）の姉妹群について述べる。逆に、この系統に族などより上位の階級を充てる説もあり、その場合はヒト亜族というタクソン名（分類群名）は使われない。分類階級が不安定なため、しばしばこの系統を指すのに人類 (英語: humans) という語も使われる。
チンパンジー亜族と分かれ、直立二足歩行をする方向へ進化したグループである。分子系統学的知見から、両者が分化した時期は約600万- 約500万年前（新生代新第三紀中新世末期［メッシニアン中期］）と推定されているものがある。しかしその一方、既知で最古の人類である可能性が高いとされるサヘラントロプス属（トゥーマイ猿人）の化石は、約700万- 約600万年前（同・メッシニアン前期）の地層から産出している。約700万年前にヒト亜族とチンパンジー亜族に分岐したと推定されている。DNAの変異にかかる時間に基づき推定すると800-700万年前に分岐した可能性が高いとの論文が発表されている。

## 分類諸説
分子系統以前は、ヒト上科（人類と類人猿）は、人類のみからなるヒト科と、全ての類人猿を含むオランウータン科の2科、もしくはオランウータン科からテナガザル科を分離した3科に分類されていた。つまり、人類と類人猿もしくは人類と大型類人猿が互いに姉妹群だと考えられていた。
しかし分子系統により、人類の姉妹群はチンパンジー属と判明し（ただし初期にはゴリラを加えた3分岐が不確実にしか解けていなかった）、人類には科より下の階級が充てられるようになった。今では使われないものも含め、以下のような分類がある。出典の中には、諸説のうちひとつとして挙げているものを含む。
- ヒト科 - オランウータン科（全ての類人猿）と共にヒト上科となる。分子系統以前の分類。
- ヒト科 - オランウータン科（大型類人猿）・テナガザル科と共にヒト上科となる[5]。分子系統以前の分類。
- ヒト科 - テナガザル科・オランウータン科・ゴリラ科・チンパンジー科と共にヒト上科となる[6]。
- ヒト亜科 - ゴリラ亜科・チンパンジー亜科と共にヒト科となる[7]。
- ヒト亜科 - チンパンジー亜科（ゴリラを含む）と共にヒト科となる。(ヒト, (チンパンジー, ゴリラ)) という現在では否定された系統関係に基づく分類。
- ヒト族 - チンパンジー族と共にヒト亜科となる[6]。
- ヒト族 - チンパンジー族・ゴリラ族と共にヒト亜科となる[8]。
- ヒト亜族 - チンパンジー亜族と共にヒト族となる[5][9]。
- 階級なし（亜族相当?） - チンパンジー属・ゴリラ属と共にヒト族となる[8]。
- 階級なし（亜族未満） - チンパンジー属と共にヒト亜族となる[5][10]。

## 属と種
- †サヘラントロプス属 Sahelanthropus　　：トゥーマイ猿人。約700万年前[11]。
  - †サヘラントロプス・チャデンシス S. tchadensis
- †オロリン属 Orrorin　　：約610万- 約580万年前[12]。
  - †オロリン・トゥゲネンシス O. tugenensis
- †アルディピテクス属 Ardipithecus　　：ラミドゥス猿人とカダッバ猿人。約580万- 約440万年前[13]。
- †ケニアントロプス属 Kenyanthropus
  - †ケニアントロプス・プラティオプス K. platyops
- †アウストラロピテクス属 Australopithecus　　：旧称「華奢型アウストラロピテクス」。約540万- 約150万年前[14]。
  - †アウストラロピテクス・アファレンシス A. afarensis　　：アファール猿人。
  - †アウストラロピテクス・アフリカヌス A. africanus　　：アフリカヌス猿人。
  - †アウストラロピテクス・アナメンシス A. anamensis　　：アナム猿人。
  - †アウストラロピテクス・バーレルガザリ A. bahrelghazali
  - †アウストラロピテクス・ガルヒ A. garhi　　：ガルヒ猿人。　　　　　　　　　　　　　　　
  - アウストラロピテクス·ラミダス　　　　　　  ラミダス猿人
- パラントロプス属 Paranthropus　　：旧称「頑丈型アウストラロピテクス」。約270万- 約120万年[15]。
  - †パラントロプス・エチオピクス Paranthropus aethiopicus　　：エチオピクス猿人。
  - †パラントロプス・ロブストス P. robustus　　：ロブストゥス猿人。
  - †パラントロプス・ボイセイ P. boisei　　：ボイセイ猿人。
- ヒト属（ホモ属） Homo　　：約250万年前- 現世[16]。
  - †ホモ・ハビリス H. habilis　　：ハビリス原人。
  - †ホモ・ルドルフエンシス H. rudolfensis
  - †ホモ・エルガステル H. ergaster　　：ホモ・エルガスターとも称す。
  - †ホモ・エレクトス H. erectus　　：ホモ・エレクトス人類、直立原人。7亜種あり[1]。
  - †ホモ・アンテセッサー H. antecessor　　：ホモ・アンテセッソールとも称す。
  - †ホモ・ハイデルベルゲンシス H. heidelbergensis　　：ハイデルベルク人。
  - †ホモ・ローデシエンシス H. rhodesiensis
  - †ホモ・ケプラネンシス H. cepranensis
  - †ホモ・ゲオルギクス H. georgicus　　：ドマニシ原人。
  - †ホモ・ネアンデルターレンシス H. neanderthalensis　　：ネアンデルタール人類（ネアンデルタール人、ほか）。
  - †ホモ・フローレシエンシス H. floresiensis　　：フローレス原人。
  - †ホモ・ナレディ H. naledi
  - ホモ・サピエンス H. sapiens　　：現生人類およびヘルト人。約16万年前 - 現世[17]。
    - †ホモ・サピエンス・イダルトゥ H. s. idaltu　　：ヘルト人。
    - ホモ・サピエンス・サピエンス H. s. sapiens　　：現生人類。